# Arhitekturna fakulteta v Sarajevu
Arhitekturna fakulteta (izvirno bosansko Arhitektonski fakultet u Sarajevu), s sedežem v Sarajevu, je fakulteta, ki je članica Univerze v Sarajevu.